# たかのす・ひかりタクシー
たかのす・ひかりタクシー株式会社は、秋田県北秋田市花園町に本社を置くタクシー会社。2016年に「たかのすタクシー株式会社」から商号変更した。

## 事業内容
- 一般乗用旅客自動車運送事業（タクシー）
- 一般貸切旅客自動車運送事業（乗合タクシー・路線代替タクシー）
- 大館能代空港乗合タクシー愛のりくん（観光型乗合タクシー）
- 全国タクシーポイント事業「得タク」加入

## タクシー車両
トヨタのプリウス・コンフォート・ファンカーゴ（車椅子のまま乗車可能）などを使用。両サイド後部ドアの鷹のロゴマークが特徴。プリウスは黒。

## バス廃止路線代替運行
- 北秋田市大沢線と北秋田市緑ヶ丘線を乗合運行

## 乗合タクシー
- JR鷹ノ巣駅・大館能代空港発着、玉川温泉便・十和田湖便・森吉山周遊タクシー[1]の3経路を運行。